# Lacrimispora celerecrescens
Lacrimispora celerecrescens es una especie de bacteria grampositiva del género Lacrimispora. Fue descrita en el año 2020. Su etimología hace referencia a crecimiento rápido. Anteriormente conocida como Clostridium celerecrescens. Es anaerobia estricta, móvil por flagelación perítrica y formadora de esporas. Tiene un tamaño de 0,5-0,8 μm de ancho por 2-4 μm de largo. Forma colonias lisas, circulares y translúcidas. Temperatura óptima de crecimiento entre 30-37 °C. Se ha aislado de un cultivo metanógeno.

## Infecciones humanas
Existen casos de infecciones en humanos. En un caso se ha aislado de un absceso en el muslo, que se trató con sulfametoxazol, trimetoprim, clindamicina y metronidazol. También se han descrito casos de osteomielitis ocasionados tras alguna fractura ósea. En todos los casos descritos, la infección se eliminó tras el tratamiento antibiótico. 